# 結城義顕
結城 義顕（ゆうき よしあき）は、安土桃山時代から江戸時代初期にかけての武将。白河結城氏11代当主。

## 生涯
白河結城氏10代当主・結城晴綱の嫡男として誕生。父・晴綱が病死したとき、僅か7歳であったため、一族の小峰義親から後見を受けた。天正2年（1574年）、佐竹氏が支城・赤館城を攻落し、近隣の諸城をすべて落し、ついには白河本城を攻め落とした。僅かに義親のいる関和久城だけが残され、義顕は那須に一時移るという危機に陥ったが、諸寺院の和平工作によって講和となっている。
天正3年（1575年）に初野の行事のため白河城を留守にした際、義親や重臣らによって城を乗っ取られて義顕は追放された。義顕は家老の郷石見守・郷土佐守父子、柏木隼人、忍右京進らに匿われ田島館に移った後、会津の柳津虚空蔵別当の下に逃れ、天正10年（1582年）に蘆名盛隆の斡旋で白河領に帰参した。義親から所領の一部を返還され、小田川の岩窪切岸城を居城としたが、再び白河結城氏の当主となることはなかった。
当主の座を奪還すべく密かに義親討伐の計略を企て、家臣の間で連判状も廻されたが、天正18年（1590年）の豊臣秀吉の奥州仕置により義親と共に所領を没収されたため果たせなかった。その後、義顕は太田川で子・朝綱や旧臣らと農業をして暮らしたという。
慶長18年（1613年）、死去。享年47。